# We Ready (I Declare War)
We Ready (I Declare War) – debiutancki album Pastora Troya wydany w 1999 roku. Singel "No Mo Play In GA" stał się hitem w całym południowym USA.

## Lista utworów
| Nr  | Tytuł                            | Czas |
| --- | -------------------------------- | ---- |
| 1.  | "It's Too Late Now, We Ready!!!" | 3:53 |
| 2.  | "No Mo Play in G.A."             | 4:54 |
| 3.  | "Stop Tryin'"                    | 5:13 |
| 4.  | "Help Me, Rhonda"                | 4:30 |
| 5.  | "For Survival"                   | 3:28 |
| 6.  | "We Want Some Answers"           | 4:06 |
| 7.  | "Above the Law"                  | 5:38 |
| 8.  | "Eternal Yard Dash"              | 4:09 |
| 9.  | "I Declare War!!!"               | 4:17 |
| 10. | "It's on Down Here"              | 1:32 |
| 11. | "It's on Down Here Part 2"       | 3:32 |
| 12. | "Livin' Today Thru..."           | 4:42 |
| 13. | "Ain't No Sunshine"              | 6:56 |